# Южнокиргизские диалекты
Южнокирги́зские диалекты — группа диалектов кыргызско-кыпчакской подгруппы кыпчакской группы тюркских языков, использующихся в Кыргызстане, Узбекистане и Таджикистане.

## Сведения
Южнокиргизские диалекты представляют собой смешанную группу тюркских диалектов, распределяющихся между киргизско-кыпчакской, кыпчакско-ногайской и карлукско-хорезмийской подгруппами кыпчакской группы языков.
Так, слово 'гора' в зависимости от диалекта звучит как тау (ногайско-кыпчакские диалекты), тоо (киргизско-кыпчакские) или так (карлукско-хорезмийские). Собирательные формы числительных могут принимать характерный для карлукско-хорезмийских показатель -та.
Вероятно, ферганско-кыпчакский язык составляет с киргизско-кыпчакскими и кыпчакско-ногайскими южнокиргизскими диалектами один тип речи.
Следует отметить, что южнокиргизские диалекты уникальны тем, что в них сохранилось много элементов от древнекыргызского (енисейско-кыргызского) и орхоно-енисейских языков.